# Nomada leucophthalma
Nomada leucophthalma – gatunek pszczoły z rodziny pszczołowatych.  
Gatunek ten, podobnie jak inne koczownice (Nomada), nie buduje własnych gniazd, ale jego larwy rozwijają się w gniazdach innych gatunków pszczół. Gospodarzami gniazdowymi N. leucophthalma są pszczolinki: Andrena clarkella i Andrena apicata. Jednopokoleniowa, podobnie jak jej gospodarze lata wiosną (w Wielkiej Brytanii między marcem a majem). 